# Pandschschir-Tal
Das Pandschschir-Tal (auch Panjsher oder Painshir genannt, Dari: پنجشير, DMG Panǧšīr, ‚fünf Löwen‘) ist ein Tal in Nordzentral-Afghanistan, 150 km nordöstlich von Kabul, im Hindukusch-Gebiet.
Durch das Pandschschir-Tal fließt der Fluss Pandschschir. Das Pandschschir-Tal hat mehr als 140.000 Einwohner, überwiegend Tadschiken; es wird hauptsächlich Dari gesprochen.
Im April 2004 wurde das Pandschschir-Tal das Zentrum der Provinz Pandschschir. Es ist der Geburtsort des afghanischen Nationalhelden Ahmad Schah Massoud. 

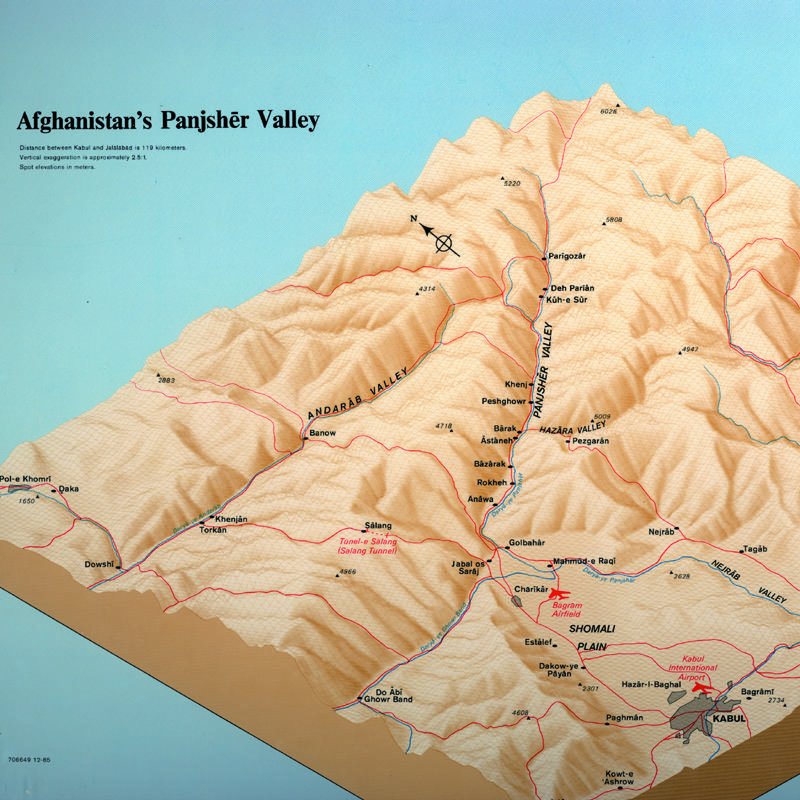
Karte des Pandschschir-Tals
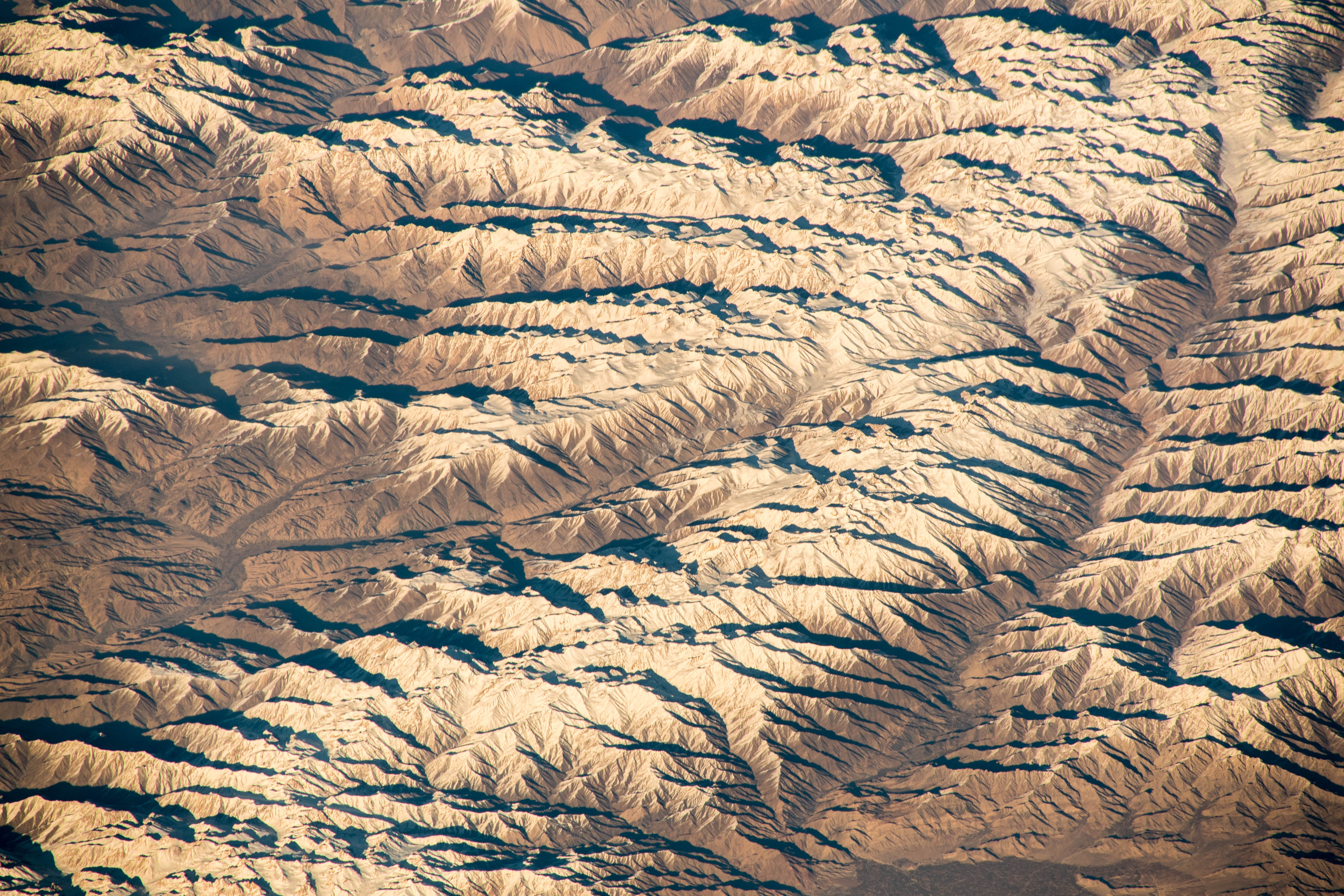
Satellitenaufnahme des Pandschschir-Tals

Nach der Eroberung Afghanistans durch die Taliban im Sommer 2021 war das Tal die letzte Region der Islamischen Republik Afghanistan, die mit Hilfe des Pandschschir-Widerstands gegen die Taliban verteidigt wurde.
Am 6. September 2021 erklärten die Taliban das Pandschir-Tal für erobert, was ein afghanischer Botschafter verneinte.
Im Mai 2022 zeigte arte einen Film über den weiter bestehenden Widerstand im Tal.